# رهوة حبشي (حبيل جبر)

تعديل مصدري - تعديل

رهوة حبشي هي إحدى قرى عزلة حبيل جبر بمديرية حبيل جبر التابعة لمحافظة لحج، بلغ تعداد سكانها 107 نسمة حسب تعداد اليمن لعام 2004.